# المحمودلی، الرقه
المحمودلی (به عربی: المحمودلی) یک منطقهٔ مسکونی در سوریه است که در ناحیه الجرنیه واقع شده‌است.